# 横浜システム工学院専門学校
横浜システム工学院専門学校（よこはまシステムこうがくいんせんもんがっこう）は、神奈川県横浜市旭区にある学校法人YSE学園が運営する専修学校。

## 沿革
- 1979年 横浜コンピュータアカデミーを開設。
- 1981年 学校名を「横浜電算学院」に改称。
- 2006年 現学校名に改称。

## 所在地
神奈川県横浜市旭区東希望が丘128-4

## アクセス
相模鉄道相鉄本線希望ヶ丘駅から徒歩10分